# Волохов, Александр Александрович
Александр Александрович Волохов (род. 23 октября 1903 года, деревня Поплевино, Междуреченский район, Вологодская область, СССР — ????) — советский физиолог, лауреат золотой медали имени И. П. Павлова (1970).

## Биография
Родился 23 октября 1903 года в деревне Поплевино Междуреченского района Вологодской области.
Научную деятельность начал аспирантом кафедры физиологии 1-го Ленинградского медицинского института, под руководством академика Л. А. Орбели.
С 1931 по 1936 годы — преподавал на кафедре физиологии Военно-медицинской академии имени С. М. Кирова, а также вел научную работу в отделе эволюционной физиологии всесоюзного института экспериментальной медицины.
С 1938 по 1941 годы — начальник лаборатории эмбриофизиологии института эволюционной физиологии и патологии высшей нервной деятельности имени И. П. Павлова (село Колтуши Ленинградской области).
Участвовал в Великой Отечественной войны, работая в полевых госпиталях Карельского фронта (1941—1942), а с 1943 по 1945 годы — вел научную работу оборонного значения в Институте авиационной медицины ВВС Красной Армии.
После реорганизации Института работал начальником лаборатории авиационной медицины при кафедре физиологии Военно-медицинской академии имени С. М. Кирова.
В 1946 году — был демобилизован в звании подполковника медицинской службы.
После демобилизации работал в Институте авиационной физиологии, а затем в заведующим лаборатории онтогенеза нервной системы института физиологии имени И. П. Павлова.
В 1950 году — присуждена учёная степень доктора биологических наук, а в 1962 году — учёное звание профессора.
С 1951 по 1979 годы — начальник лаборатории возрастной физиологии ЦНС, сначала в Институте нормальной и патологической физиологии АМН СССР, а с 1961 года — в Институте мозга АМН СССР.

## Научная деятельность
Основные научные труды посвящены физиологии ЦНС, вегетативной нервной системы, физиологии органов чувств, эволюционной и возрастной физиологии.
Под его руководством защищено 5 докторских и 10 кандидатских диссертаций.
Был одним из соавторов опубликованной в 1980 году коллективной монографии «Развивающийся мозг и среда».
Являлся ответственным секретарем Всесоюзного физиологического общества имени И. П. Павлова, главным редактором «Журнала высшей нервной деятельности имени И. П. Павлова», членом редакционной коллегии «Журнала эволюционной биохимии и физиологии», председателем экспертной комиссии по физиологии и членом Пленума Высшей аттестационной комиссии при Министерстве высшего и среднего образования СССР, членом биологической секции комитета по Ленинским и Государственным премиям, почётным членом чехословацкого международного общества имени Пуркинье.

## Награды
- Орден Красной Звезды
- Орден Отечественной Войны
- Медаль «За оборону Советского Заполярья»
- Медаль «За победу над Германией в Великой Отечественной войне 1941—1945 гг.»
- Медаль «В ознаменование 100-летия со дня рождения Владимира Ильича Ленина»
- Золотая медаль имени И. П. Павлова (1970) — за работы в области сравнительной и возрастной физиологии высшей нервной деятельности, представленные в монографиях «Закономерности онтогенеза нервной деятельности в свете эволюционного учения» и «Очерки по физиологии нервной системы в раннем онтогенезе»